# Hallines
Hallines (niederländisch Haneline) ist eine französische Gemeinde mit 1.202 Einwohnern (Stand: 1. Januar 2022) im Département Pas-de-Calais in der Region Hauts-de-France. Sie gehört zum Arrondissement Saint-Omer und zum Kanton Longuenesse.

## Geographie
Die Gemeinde Hallines liegt im Regionalen Naturpark Caps et Marais d’Opale, etwa fünf Kilometer südwestlich von Saint-Omer am Fluss Aa. Umgeben wird Hallines von den Nachbargemeinden Wisques im Nordwesten und Norden, Wizernes im Nordosten und Osten, Helfaut im Osten und Südosten, Pihem im Süden, Remilly-Wirquin im Südwesten sowie Esquerdes im Westen. Durch die Gemeinde führt die Autoroute A26.

## Bevölkerungsentwicklung
| Jahr                       | 1962 | 1968 | 1975 | 1982 | 1990 | 1999 | 2006 | 2013 | 2022 |
| Einwohner                  | 977  | 979  | 1201 | 1239 | 1396 | 1396 | 1372 | 1240 | 1202 |
| Quellen: Cassini und INSEE |      |      |      |      |      |      |      |      |      |

## Sehenswürdigkeiten
- Kirche Notre-Dame-de-Bon-Secours, 1868 bis 1873 erbaut
- Schloss La Prévôte aus dem 18. Jahrhundert mit Park
- Papiermühle von 1860

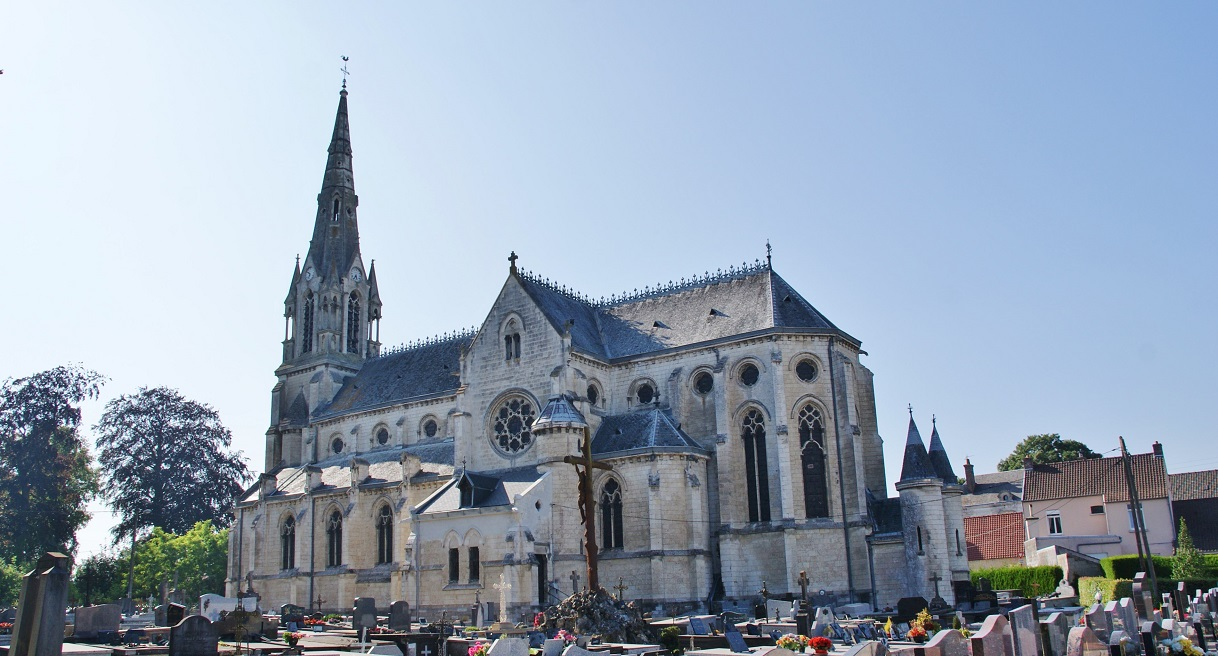
Kirche Notre-Dame-de-Bon-Secours
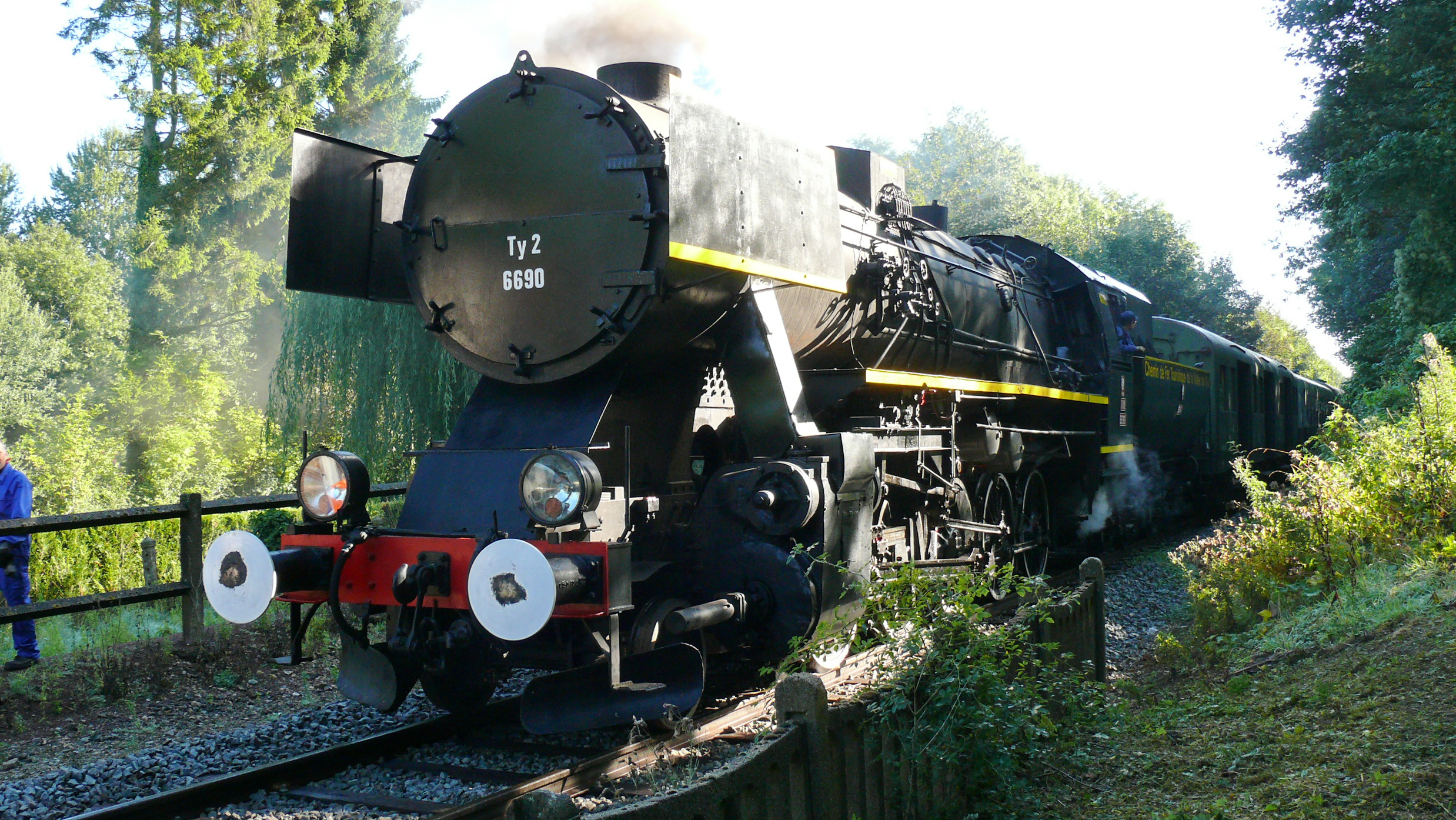
Zug der Aatal-Museumseisenbahn in Hallines

## Gemeindepartnerschaft
Mit der saarländischen Gemeinde Ensdorf besteht eine Partnerschaft.

## Belege
1. ↑  De Nederlanden in Frankrijk, Jozef van Overstraeten, 1969